# カール11世 (スウェーデン王)
カール11世（Karl XI, 1655年11月24日 - 1697年4月5日）は、プファルツ朝第2代のスウェーデン王（在位：1660年 - 1697年）。カール10世とホルシュタイン＝ゴットルプ公女ヘートヴィヒ・エレオノーラの唯一の子。

## 生涯
スウェーデン王カール10世とホルシュタイン＝ゴットルプ公女ヘートヴィヒ・エレオノーラの一人息子として、1655年11月24日にストックホルム宮殿で生まれた。
父の崩御によってカール11世として即位したが、4歳と幼いため摂政制が敷かれた。カール11世の教育も摂政団に任せられたが、17歳で成人した時点では国政の基本についてまったくの無知で、ほぼ非識字だったという。その反面、スポーツなどで体を鍛え、趣味の熊狩りで度胸を示した。また、正直で高潔な性格だった。
カール11世は17歳に成人して親政した。1675年から始まったスウェーデン・ブランデンブルク戦争とスコーネ戦争ではスコーネ地方に大本営を設け、親征した。1676年8月17日のハルムスタッドの戦いではシモン・グルンデル＝ヘルムフェルトとともにデンマーク軍を敗走させ、12月4日にはルンドの戦いで同じく親征したデンマーク＝ノルウェー王クリスチャン5世を撃破した。特にルンドの戦いは激戦であり、戦闘に参加した軍勢のうち半分以上が戦死した。翌年7月のランズクルーナの戦いでもデンマーク軍に勝利している。最終的にはフランス王ルイ14世の主導で和議がなされたが、結果としてドイツ（神聖ローマ帝国）での影響力を失い、ブランデンブルク＝プロイセンの台頭を許すこととなった。これらの戦争はスウェーデンの実質的な敗戦ではあったが、スコーネ戦争におけるカール11世の指導力は国内で高く評価された。相次ぐ苦戦は大貴族の失策と捉えられ、カール11世の絶対王政容認へと至ることとなり、外交でも同盟国フランスの主導で戦争に引きずられたり講和が成立したことは大きな問題であり、政府は反省からフランスと手を切りデンマークとの関係修復に取り組み、1680年にカール11世とデンマーク王女ウルリカ・エレオノーラが結婚している（ルンド条約）。
1682年、カール11世は元老院の支持の元、身分制議会の勢力を抑えて主権を国王に集中し、スウェーデンを絶対君主制へと移行させた（カール朝絶対主義と呼ばれる）。しかし絶対君主制の確立や、1680年から1682年までの大規模な国政改革は、寵臣ユーハン・ユレンシェーナの協力なしにはあり得なかった。1680年にユレンシェーナが急死するというアクシデントはあったが、同年に開かれた議会で大貴族の土地を王領地に変更して貴族の勢力を大幅に削減、宰相マグヌス・デ・ラ・ガーディエを始めとする摂政団の責任追及と賠償金請求で貴族の権威も失墜、王は神に対してだけ責任を負うとする決議が採択され、中小貴族と市民の支持による絶対君主制の成立に繋がった。1682年に土地還元政策を実行し、貴族の大土地を没収したことで王領地が国土の3割を超えた。これにより収入を増加させ、それを元に徴兵制で兵士を集め常備軍を有する軍事国家に生まれ変わらせたほか、1693年の議会で王の絶対性が宣言され権利の合法性も認められた。
1697年4月5日にストックホルムで死去、15歳の息子カール12世が王位を継承した。

## 人物
カール11世は現在もスウェーデン・クローナ紙幣の500クローナに肖像が用いられるほどの著名な人物であるが、必ずしも理想的な君主ではなかった。バルト海を支配する君主として時には冷淡でもあり、反逆する者に対しては容赦せず、財政を立て直すために重税も課した。特にフィンランドに対するスウェーデン同化政策は圧政に等しく、カール11世の崩御前後にはフィン人による反乱も起きている。カール11世は「ヨーロッパ大陸で起きる戦争には関与するべきではない」という遺言を残したが、反撃の機会を狙っていた周辺諸国にとってカール11世の急死は好機であり、その崩御は北方の平和の時代の終焉であった。カール11世の王位を継いだ若きカール12世は、望むと望まないにかかわらず、戦乱の世の幕開けを迎えることになった。

## 子女

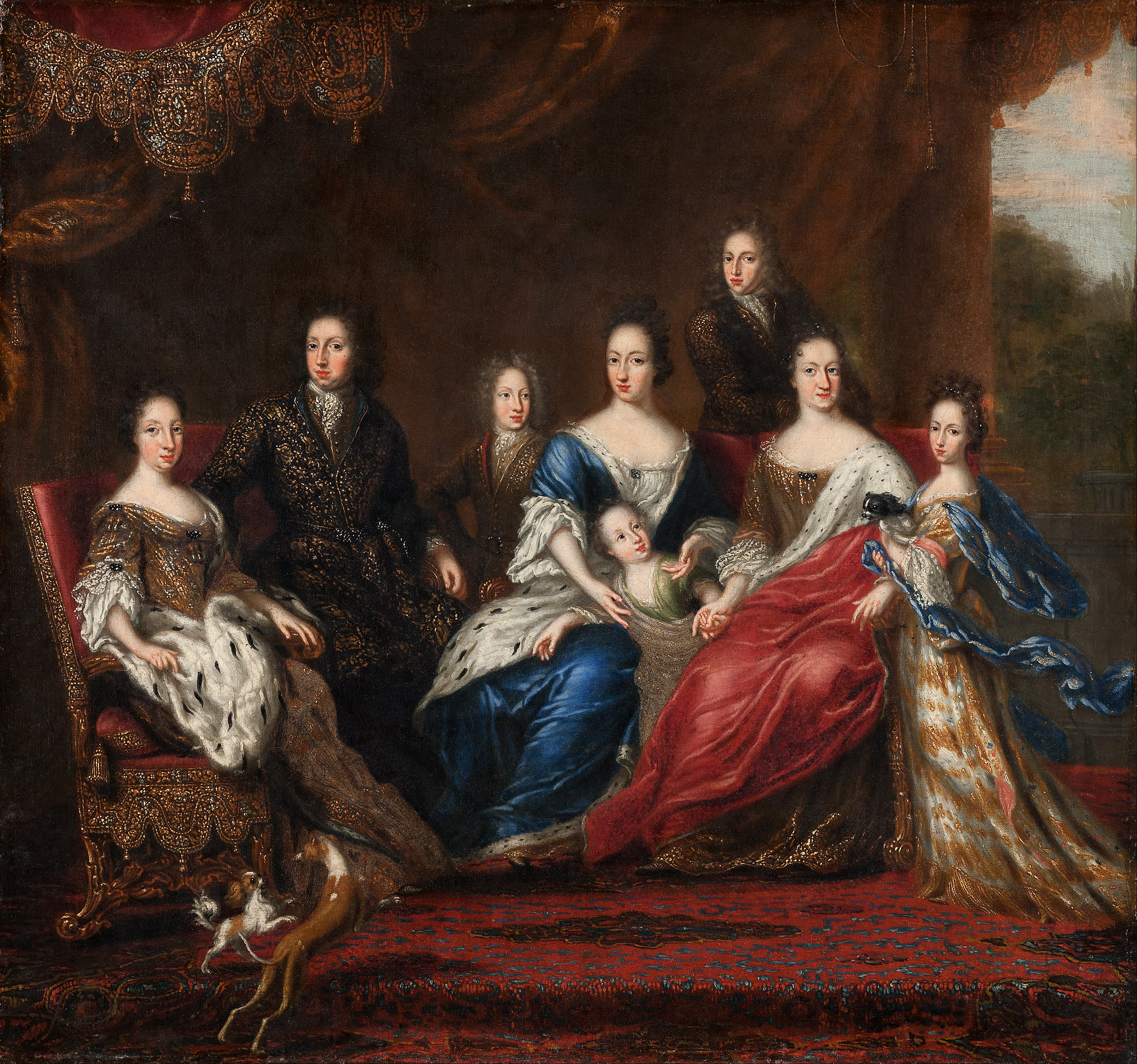
カール11世（左から2人目）と家族

1680年、ルンド条約によりデンマーク・ノルウェー王フレデリク3世の王女ウルリカ・エレオノーラと結婚した。ウルリカ・エレオノーラとの間には7人の子供が生まれたが、4人は夭折し3人が成人した。
- ヘドヴィグ・ソフィア（1681年 - 1708年） - ホルシュタイン＝ゴットルプ公フレデリク4世妃
- カール12世（1682年 - 1718年）
- ウルリカ・エレオノーラ（1688年 - 1741年） - ヘッセン＝カッセル方伯フリードリヒ1世妃、プファルツ朝最後の女王

## 文化財保護
カール11世の摂政政府時代の1666年11月14日、摂政団と王太后によって遺跡物の保護を目的とした「我が祖先と全王国の名誉をたかめうるような記念物」、「父祖の地でこれまで生活した人びとを想起させる古代記念物」の保護を布告した。これは、ヨーロッパで国家が文化財保護に乗り出した最初の事例である。